# Saldula robertusingeri
Saldula robertusingeri är en insektsart som beskrevs av Cobben 1982. Saldula robertusingeri ingår i släktet Saldula och familjen strandskinnbaggar. Inga underarter finns listade i Catalogue of Life.